# AC58
AC58 (фр. La grenade a fusil antichar de 58 MM F1, Противотанковая винтовочная 58-мм граната F1) — винтовочная противотанковая граната, состоящая на вооружении ВС Франции. Серийно производилась с 1977 по 1983 годы на заводе Nexter (ранее Luchaire SA). Используется при стрельбе из автомата FAMAS.

## Описание
AC58 представляет собой гранату с заострённой боеголовкой калибра 58 мм и оперённым хвостом. Гранаты выпускаются в двух вариантах: вариант F1 предусматривает стрельбу только холостым патроном, вариант F2 снабжён пулеулавливателем и позволяет использовать обычные выстрелы. Взрыв происходит после активации донного взрывателя при столкновении гранаты с поражаемым объектом. Перед выстрелом удаляется удерживающая взрыватель пружина.
Для выстрела гранатой AC58 типа F1 необходимо предварительно произвести удаление магазина и патрона из патронника FAMAS, зарядить холостым патроном, вставить гранату и выстрелить. Для выстрела гранатой F2 достаточно просто вставить гранату и затем выстрелить любым патроном (холостым или боевым). На ствол FAMAS специально были добавлены насечки для стрельбы винтовочными гранатами, по которым определяется дальность полёта гранаты. Стрельба AC58 по бронетехнике ведётся прямой наводкой: при выстреле в упор бронепробиваемость гранаты составляет 350 мм. С устройствами по схеме алидады, на которые устанавливается FAMAS, радиус стрельбы такой гранатой возрастает до 75—100 м.
Боеголовка AC58 используется также в выстрелах одноразового РПГ Wasp 58, производившегося на заводах «Luchaire».